# Hawker Siddeley

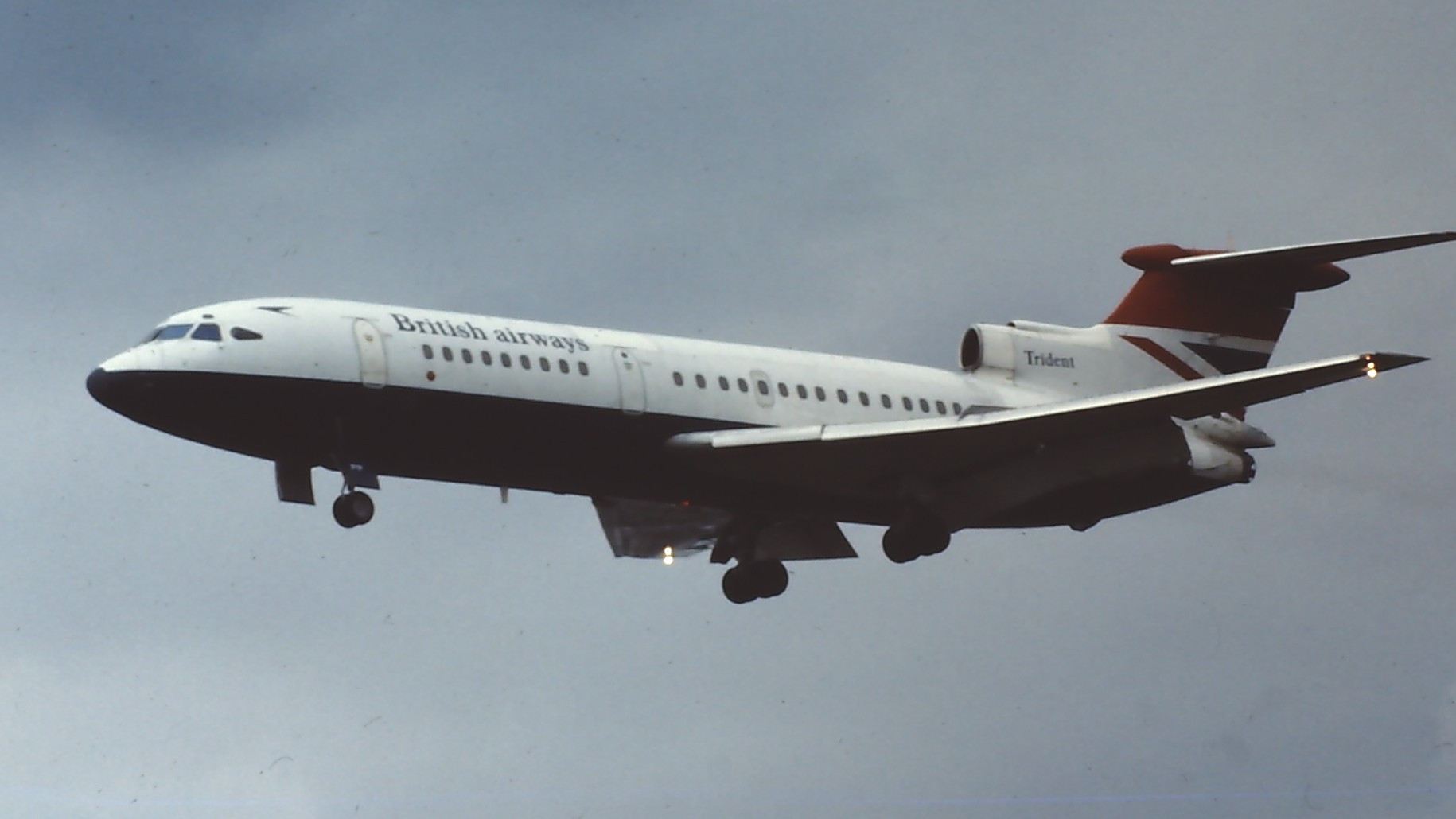
Un Hawker Siddeley Trident

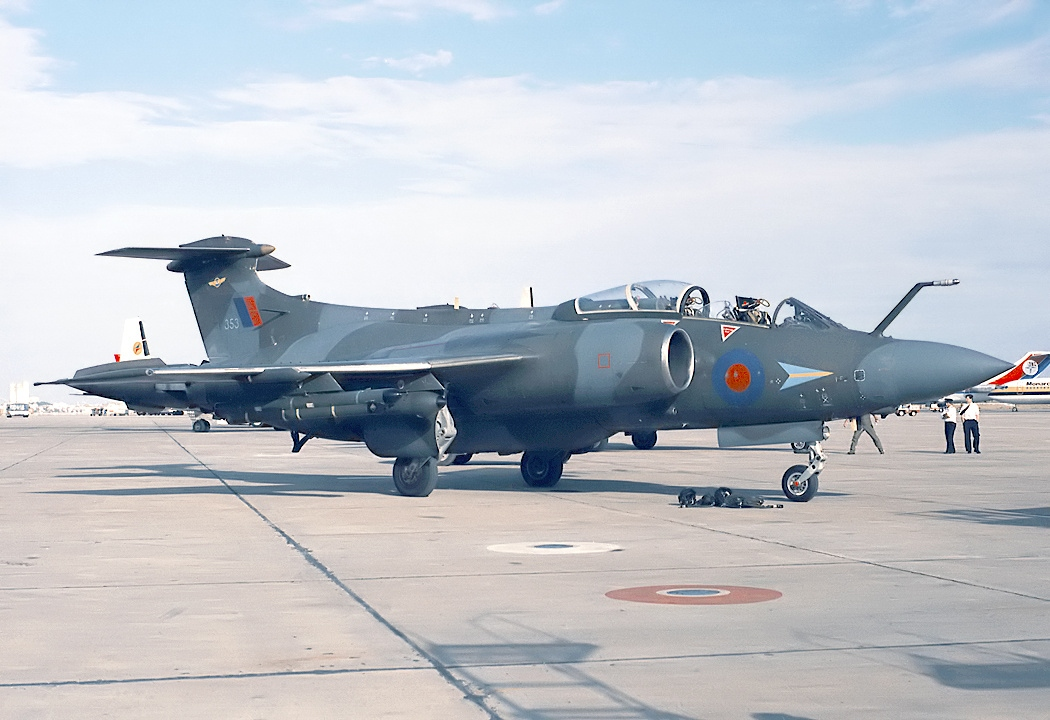
Blackburn Buccaneer

Hawker Siddeley era el nombre unificado de un grupo de fabricantes británicos destinados a la producción aeronáutica.
Históricamente, destaca sobre todo en la producción de aeronaves militares para la RAF en la Segunda Guerra Mundial y a partir de esta para otros usuarios. Uno de sus más famosos productos fue el Hawker Hurricane, el caballo de batalla de la RAF en la Batalla de Inglaterra.
Más tarde, en la década de 1960, la Hawker acabó por adquirir a los mejores constructores británicos para establecerse como la compañía aeronáutica más importante de Inglaterra. En 1977 se nacionalizó la empresa, convirtiéndose en la British Aerospace (BAe) hasta 1993, cuando vendió sus productos, sobre todo de reacción (jets), a la compañía estadounidense Raytheon, que mantiene la tradición constructora de Hawker en sus reactores.

## Productos
La marca Hawker Siddeley no se empleó en sus propios productos hasta 1963. Antes de que esto ocurriese, las aeronaves se denominaban por el nombre de la subsidiaria (p.e. Hawker Hurricane, De Havilland Comet o Gloster Javelin).
- HS121 Trident
- HS125 & Dominie
- HS146
- HS748
- HS780 Andover
- P.1121
- Kestrel
- Harrier
  - Harrier Jump Jet
- P.1154
- HS801 Nimrod
- HS1182 Hawk
- Airbus A300
- Argosy
- Buccaneer
- Comet 4
- Dove
- Gnat
- Heron
- Hunter
- Sea Vixen
- Vulcan
- Armstrong Whitworth AW.681
- Hawker-Siddeley Helicrane